# Peter Leeuwenburgh
Peter Leeuwenburgh (Heinenoord, 23 marzo 1994) è un calciatore olandese, portiere dell'Apollōn Limassol.

## Carriera

### Club
Cresciuto nel settore giovanile dell'Ajax, gioca con la squadra riserve dei lancieri dal 2013 al 2018, periodo nel quale ha anche un'esperienza al Dordrecht. Successivamente va in Sudafrica al Cape Town City dove trascorre tre stagioni da titolare.
Nel 2021 fa ritorno nei Paesi Bassi firmando con il Groningen.

### Nazionale
Ha giocato nelle nazionali giovanili olandesi Under-17, Under-19 ed Under-20.

## Statistiche
Statistiche aggiornate al 6 settembre 2021.

### Presenze e reti nei club
| Stagione        | Squadra         | Campionato      | Campionato | Campionato | Coppe nazionali | Coppe nazionali | Coppe nazionali | Coppe continentali | Coppe continentali | Coppe continentali | Altre coppe | Altre coppe | Altre coppe | Totale | Totale |
| Stagione        | Squadra         | Comp            | Pres       | Reti       | Comp            | Pres            | Reti            | Comp               | Pres               | Reti               | Comp        | Pres        | Reti        | Pres   | Reti   |
| --------------- | --------------- | --------------- | ---------- | ---------- | --------------- | --------------- | --------------- | ------------------ | ------------------ | ------------------ | ----------- | ----------- | ----------- | ------ | ------ |
| 2013-2014       | Jong Ajax       | 1D              | 3          | 0          |                 | -               | -               |                    | -                  | -                  |             | -           | -           | 3      | 0      |
| 2014-2015       | Jong Ajax       | 1D              | 7          | 0          |                 | -               | -               |                    | -                  | -                  |             | -           | -           | 7      | 0      |
| 2015-2016       | Dordrecht       | 1D              | 2          | 0          | CO              | 2               | 0               |                    | -                  | -                  |             | -           | -           | 4      | 0      |
| 2016-2017       | Jong Ajax       | 1D              | 5          | 0          |                 | -               | -               |                    | -                  | -                  |             | -           | -           | 5      | 0      |
| 2017-2018       | Jong Ajax       | 1D              | 0          | 0          |                 | -               | -               |                    | -                  | -                  |             | -           | -           | 0      | 0      |
| 2018-2019       | Cape Town City  | PD              | 28         | 0          | CS+CdL+MTN8     | 3+0+4           | 0               |                    | -                  | -                  |             | -           | -           | 35     | 0      |
| 2019-2020       | Cape Town City  | PD              | 25         | 0          | CS+CdL+MTN8     | 0+1+1           | 0               |                    | -                  | -                  |             | -           | -           | 27     | 0      |
| 2020-2021       | Cape Town City  | PD              | 28         | 0          | CS+CdL+MTN8     | 2+0+1           | 0               |                    | -                  | -                  |             | -           | -           | 31     | 0      |
| 2021-2022       | Groningen       | ED              | 4          | 0          | CO              | 0               | 0               |                    | -                  | -                  |             | -           | -           | 4      | 0      |
| Totale carriera | Totale carriera | Totale carriera | 102        | 0          |                 | 14              | 0               |                    | -                  | -                  |             | -           | -           | 116    | 0      |